# Collegio elettorale di Soverato (Camera dei deputati)
Il collegio di Soverato fu un collegio elettorale uninominale della Repubblica Italiana per l'elezione della Camera dei deputati. Apparteneva alla circoscrizione Calabria e fu utilizzato per eleggere un deputato nella XII, XIII e XIV legislatura.
Venne istituito nel 1993 con la cosiddetta Legge Mattarella (Legge n. 277, Nuove norme per l'elezione della Camera dei deputati), attuata in seguito al referendum abrogativo del 1993. La legge istituì per la Camera dei deputati e per il Senato della Repubblica un sistema di elezione misto, in parte maggioritario e in parte proporzionale. Il 75% dei parlamentari dell'assemblea veniva eletto in collegi uninominali tramite sistema maggioritario a turno unico; il restante 25% alla Camera veniva eletto tramite sistema proporzionale con liste bloccate.
Il collegio venne abolito insieme a tutti gli altri che costituivano la Camera con la promulgazione della legge elettorale successiva, la cosiddetta Legge Calderoli. Questa prevedeva un sistema proporzionale con premio di maggioranza, che alla Camera veniva attribuito a livello nazionale.

## Territorio
Il collegio di Soverato era uno dei 17 collegi uninominali in cui era suddivisa la Calabria e, come previsto dal D.Lgs. del 20 dicembre 1993 n. 536, era compreso nelle province di Catanzaro e di Vibo Valentia e comprendeva i seguenti comuni: Arena, Argusto, Badolato, Brognaturo, Capistrano, Cardinale, Cenadi, Centrache, Chiaravalle Centrale, Dasà, Davoli, Fabrizia, Filadelfia, Filogaso, Francavilla Angitola, Gagliato, Gasperina, Gerocarne, Guardavalle, Isca sullo Ionio, Mongiana, Montauro, Montepaone, Monterosso Calabro, Olivadi, Palermiti, Petrizzi, Pizzoni, Polia, San Nicola da Crissa, San Sostene, Santa Caterina dello Ionio, Sant'Andrea Apostolo dello Ionio, San Vito sullo Ionio, Satriano, Serra San Bruno, Simbario, Sorianello, Soriano Calabro, Soverato, Spadola, Torre di Ruggiero, Vallefiorita, Vallelonga e Vazzano.

## Eletti
| Elezione | Elezione | Deputato           | Partito                 |
| -------- | -------- | ------------------ | ----------------------- |
|          | 1994     | Giuseppe Soriero   | Progressisti (PDS)      |
|          | 1996     | Giuseppe Soriero   | L'Ulivo (PDS)           |
|          | 2001     | Giancarlo Pittelli | Casa delle Libertà (FI) |

## Dati elettorali

### XII legislatura

#### Risultati proporzionale
| Coalizioni        | Coalizioni                                | Liste                                     | Liste                                     | Voti   | %     |
| ----------------- | ----------------------------------------- | ----------------------------------------- | ----------------------------------------- | ------ | ----- |
|                   | Progressisti                              |                                           | Partito Democratico della Sinistra        | 16.240 | 27,53 |
|                   | Progressisti                              | Rifondazione Comunista                    | 4.628                                     | 7,84   |       |
|                   | Progressisti                              | Partito Socialista Italiano               | 2.270                                     | 3,85   |       |
|                   | Progressisti                              | Federazione dei Verdi                     | 1.036                                     | 1,76   |       |
|                   | Progressisti                              | Movimento per la Democrazia - La Rete     | 655                                       | 1,11   |       |
|                   | Progressisti                              | Alleanza Democratica                      | 299                                       | 0,51   |       |
| Totale coalizione | Totale coalizione                         | 25.128                                    | 42,60                                     |        |       |
|                   | Polo del Buon Governo                     |                                           | Alleanza Nazionale                        | 9.255  | 15,69 |
|                   | Polo del Buon Governo                     | Forza Italia                              | 8.924                                     | 15,13  |       |
| Totale coalizione | Totale coalizione                         | 18.179                                    | 30,82                                     |        |       |
|                   | Patto per l'Italia                        |                                           | Partito Popolare Italiano                 | 9.148  | 15,51 |
|                   | Patto per l'Italia                        | Patto Segni                               | 3.117                                     | 5,28   |       |
| Totale coalizione | Totale coalizione                         | 12.265                                    | 20,79                                     |        |       |
|                   | Socialdemocrazia                          | Socialdemocrazia                          | Socialdemocrazia                          | 2.159  | 3,66  |
|                   | Movimento Meridionale                     | Movimento Meridionale                     | Movimento Meridionale                     | 512    | 0,87  |
|                   | Unione Mediterranea                       | Unione Mediterranea                       | Unione Mediterranea                       | 231    | 0,39  |
|                   | Movimento Cristiano Veritas               | Movimento Cristiano Veritas               | Movimento Cristiano Veritas               | 213    | 0,36  |
|                   | Liberal Democratici Europei               | Liberal Democratici Europei               | Liberal Democratici Europei               | 141    | 0,24  |
|                   | Movimento Liberaldemocratico e Socialista | Movimento Liberaldemocratico e Socialista | Movimento Liberaldemocratico e Socialista | 91     | 0,15  |
|                   | Idea Città                                | Idea Città                                | Idea Città                                | 79     | 0,13  |
| Totale            | Totale                                    | Totale                                    | Totale                                    | 58.998 |       |

#### Risultati uninominale
|                               | Giuseppe Soriero ✔️ Eletto | Progressisti                                      | 23 019 | 38,83 |  |  |  |  |  |
|                               | Natale Naso                | Polo del Buon Governo (FI - AN - CCD - UDC - PLD) | 17 241 | 29,08 |  |  |  |  |  |
|                               | Angelo Donato              | Patto per l'Italia                                | 11 647 | 19,65 |  |  |  |  |  |
|                               | Franco Piro                | Socialdemocrazia per le Libertà                   | 5 229  | 8,82  |  |  |  |  |  |
|                               | Giampiero Nisticò          | Movimento Meridionale                             | 2 149  | 3,62  |  |  |  |  |  |
| Totale                        | Totale                     | Totale                                            | 59 285 | 100   |  |  |  |  |  |
|                               |                            |                                                   |        |       |  |  |  |  |  |
| Fonte: Ministero dell'interno |                            |                                                   |        |       |  |  |  |  |  |

### XIII legislatura

#### Risultati proporzionale
| Coalizioni        | Coalizioni                         | Liste                                     | Liste                              | Voti   | %     |
| ----------------- | ---------------------------------- | ----------------------------------------- | ---------------------------------- | ------ | ----- |
|                   | Polo per le Libertà                |                                           | Alleanza Nazionale                 | 11.499 | 20,25 |
|                   | Polo per le Libertà                | Forza Italia                              | 8.456                              | 14,89  |       |
|                   | Polo per le Libertà                | CCD-CDU                                   | 6.578                              | 11,58  |       |
| Totale coalizione | Totale coalizione                  | 26.533                                    | 46,72                              |        |       |
|                   | L'Ulivo                            |                                           | Partito Democratico della Sinistra | 14.012 | 24,68 |
|                   | L'Ulivo                            | Popolari per Prodi (PPI-SVP-PRI-UD-Prodi) | 4.510                              | 7,94   |       |
|                   | L'Ulivo                            | Rinnovamento Italiano                     | 2.289                              | 4,03   |       |
|                   | L'Ulivo                            | Federazione dei Verdi                     | 948                                | 1,67   |       |
| Totale coalizione | Totale coalizione                  | 21.759                                    | 38,32                              |        |       |
|                   | Progressisti                       |                                           | Rifondazione Comunista             | 5.168  | 9,10  |
|                   | Lista Pannella - Sgarbi            | Lista Pannella - Sgarbi                   | Lista Pannella - Sgarbi            | 1.197  | 2,11  |
|                   | Partito Socialista                 | Partito Socialista                        | Partito Socialista                 | 1.005  | 1,77  |
|                   | Movimento Sociale Fiamma Tricolore | Movimento Sociale Fiamma Tricolore        | Movimento Sociale Fiamma Tricolore | 979    | 1,72  |
|                   | Rinnovamento                       | Rinnovamento                              | Rinnovamento                       | 143    | 0,25  |
| Totale            | Totale                             | Totale                                    | Totale                             | 56.784 |       |

#### Risultati uninominale
|                               | Giuseppe Soriero ✔️ Eletto | L'Ulivo             | 28 970 | 51,26 |  |  |  |  |  |
|                               | Serafino Marsico           | Polo per le Libertà | 25 047 | 44,32 |  |  |  |  |  |
|                               | Elisabetta Zaccone         | Fiamma Tricolore    | 2 494  | 4,41  |  |  |  |  |  |
| Totale                        | Totale                     | Totale              | 56 511 | 100   |  |  |  |  |  |
|                               |                            |                     |        |       |  |  |  |  |  |
| Fonte: Ministero dell'interno |                            |                     |        |       |  |  |  |  |  |

### XIV legislatura

#### Risultati proporzionale
| Coalizioni        | Coalizioni              | Liste                                 | Liste                   | Voti   | %     |
| ----------------- | ----------------------- | ------------------------------------- | ----------------------- | ------ | ----- |
|                   | Casa delle Libertà      |                                       | Forza Italia            | 13.287 | 22,93 |
|                   | Casa delle Libertà      | Alleanza Nazionale                    | 8.531                   | 14,72  |       |
|                   | Casa delle Libertà      | CCD-CDU                               | 4.665                   | 8,05   |       |
|                   | Casa delle Libertà      | Nuovo PSI                             | 2.610                   | 4,50   |       |
| Totale coalizione | Totale coalizione       | 29.093                                | 50,20                   |        |       |
|                   | L'Ulivo                 |                                       | Democratici di Sinistra | 11.396 | 19,67 |
|                   | L'Ulivo                 | La Margherita (Dem - PPI - RI- UDEUR) | 7.231                   | 12,48  |       |
|                   | L'Ulivo                 | Il Girasole (FdV - SDI)               | 1.426                   | 2,46   |       |
|                   | L'Ulivo                 | Comunisti Italiani                    | 1.173                   | 2,02   |       |
| Totale coalizione | Totale coalizione       | 21.226                                | 36,63                   |        |       |
|                   | Rifondazione Comunista  | Rifondazione Comunista                | Rifondazione Comunista  | 2.467  | 4,26  |
|                   | Lista Di Pietro         | Lista Di Pietro                       | Lista Di Pietro         | 1.819  | 3,14  |
|                   | Democrazia Europea      | Democrazia Europea                    | Democrazia Europea      | 1.565  | 2,70  |
|                   | Fiamma Tricolore        | Fiamma Tricolore                      | Fiamma Tricolore        | 957    | 1,65  |
|                   | Lista Pannella - Bonino | Lista Pannella - Bonino               | Lista Pannella - Bonino | 706    | 1,22  |
|                   | Paese Nuovo             | Paese Nuovo                           | Paese Nuovo             | 91     | 0,16  |
|                   | Abolizione scorporo     | Abolizione scorporo                   | Abolizione scorporo     | 25     | 0,04  |
| Totale            | Totale                  | Totale                                | Totale                  | 57.949 |       |

#### Risultati uninominale
|                               | Giancarlo Pittelli ✔️ Eletto | Casa delle Libertà | 28 239 | 47,45 |  |  |  |  |  |
|                               | Giuseppe Soriero             | L'Ulivo            | 25 852 | 43,44 |  |  |  |  |  |
|                               | Roberto Scaramuzzino         | Democrazia Europea | 2 483  | 4,17  |  |  |  |  |  |
|                               | Nadia Landi                  | Lista Di Pietro    | 1 640  | 2,76  |  |  |  |  |  |
|                               | Eugenio Fristachi            | Fiamma Tricolore   | 1 297  | 2,18  |  |  |  |  |  |
| Totale                        | Totale                       | Totale             | 59 511 | 100   |  |  |  |  |  |
|                               |                              |                    |        |       |  |  |  |  |  |
| Fonte: Ministero dell'interno |                              |                    |        |       |  |  |  |  |  |